# 기무라 유
기무라 유(일본어: 木村 裕, 1994년 6월 3일 ~ )는 일본의 전 축구 선수이다.

## 구단 경력
그는 2013년부터 2020년까지 J리그의 가시와 레이솔, V-파렌 나가사키, 카탈레 도야마, AC 나가노 파르세이루에서 활동하였다.